# Çöğürlü, Samandağ
Çöğürlü là một xã thuộc huyện Samandağ, tỉnh Hatay, Thổ Nhĩ Kỳ. Dân số thời điểm năm 2011 là 3.173 người.